# Riesta - Dzukstenes purvs
Riesta - Dzukstenes purvs este o arie protejată (arie specială de conservare — SAC, sit de importanță comunitară — SCI, arie de protecție specială avifaunistică — SPA) din Letonia întinsă pe o suprafață de 350,97 ha, integral pe uscat.

## Localizare
Centrul sitului Riesta - Dzukstenes purvs este situat la coordonatele 56°44′15″N 23°10′29″E / 56.7376°N 23.1748°E.

## Înființare
Situl Riesta - Dzukstenes purvs a fost declarat arie de protecție specială avifaunistică în decembrie 2002 pentru a proteja 6 specii de animale. Alte tipuri de protecție:
- sit de importanță comunitară (în mai 2004)
- arie specială de conservare (în mai 2004)[1][3][4]

## Biodiversitate
Situată în ecoregiunea boreală, aria protejată conține 4 habitate naturale: Turbării active, Mlaștini oligotrofe degradate, capabile încă de regenerare naturală, Mlaștini turboase de tranziție și turbării mișcătoare, Mlaștini împădurite.
La baza desemnării sitului se află mai multe specii protejate de  păsări (6): barză neagră (Ciconia nigra), erete cenușiu (Circus pygargus), ciocănitoare neagră (Dryocopus martius), muscar (Ficedula parva), cocor (Grus grus), viespar (Pernis apivorus)
Pe lângă speciile protejate, pe teritoriul sitului au mai fost identificate 3 specii de plante, 1 specie de mamifere.